# Luigi Ridolfi Vay da Verrazzano

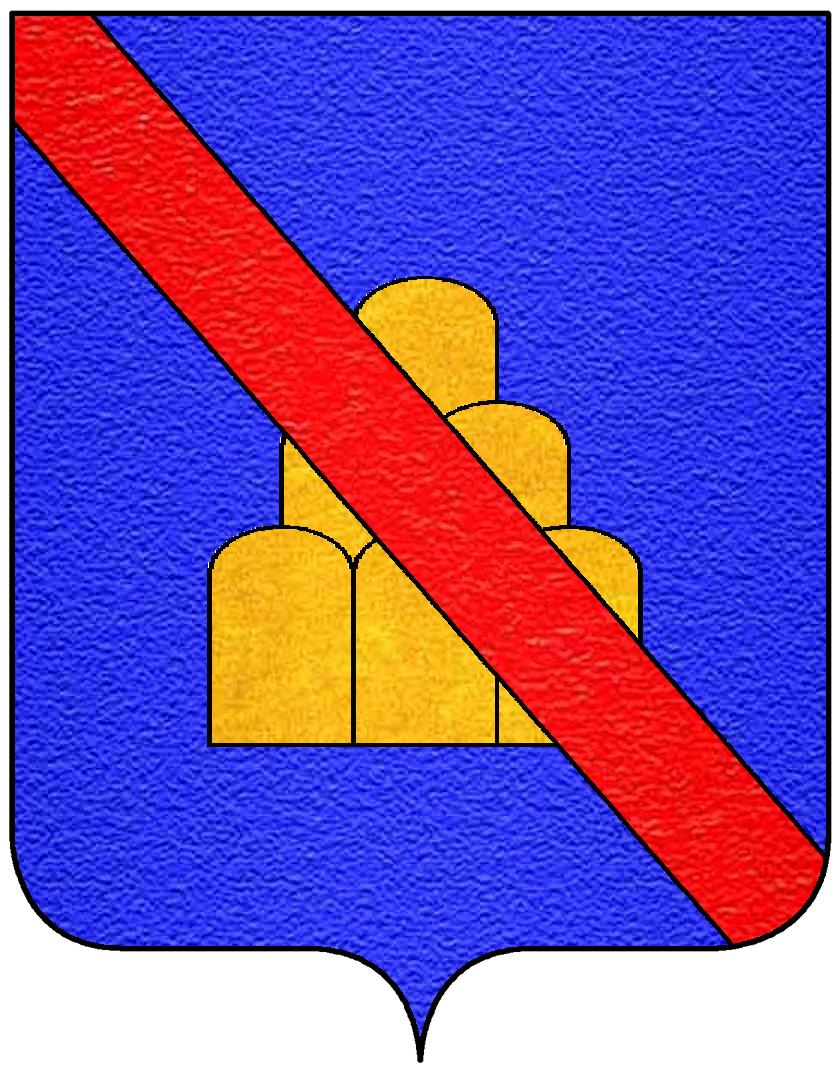
Stemma Ridolfi

Luigi Ridolfi Vay da Verrazzano (Firenze, 7 novembre 1895 – Padova, 1º giugno 1958) è stato un politico, imprenditore, dirigente sportivo, militare pluridecorato della Grande Guerra italiano, fondatore dell'Associazione Calcio Fiorentina nel 1926, del Maggio Musicale Fiorentino, contribuendo alla costruzione dello Stadio Artemio Franchi. Fu inoltre presidente della Federazione Italiana di Atletica Leggera dal 1926 al 1942 e poi dal 1957 al 1958 e della Federazione Italiana Giuoco Calcio dal 1942 al 25 luglio 1943.

## Biografia

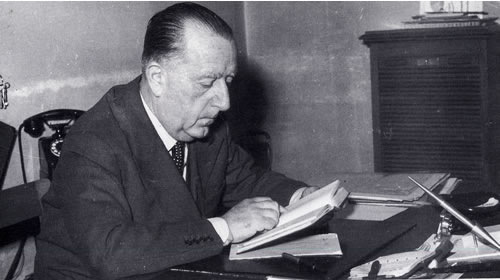
Luigi Ridolfi nel suo studio alla Toscoli nel 1952.

Luigi Ridolfi con Giuseppe Meazza, allo stadio Comunale di Firenze nel Marzo 1955.

Nacque in seno alla famiglia dei marchesi Ridolfi, una delle più antiche casate nobiliari di Firenze. Partecipò alla prima guerra mondiale combattendo per due anni sul fronte del Carso, ottenendo per meriti bellici due medaglie d'argento al valor militare, e finì la guerra come sottotenente, venendo poi congedato nel 1919 come capitano.
Aderì al fascismo nel 1921, partecipando attivamente ad azioni squadriste e alla Marcia su Roma come vicecomandante della II^ Legione Fiorentina. Futurista al seguito di Ardengo Soffici e Giovanni Papini, diventò imprenditore petrolifero, fu mecenate nello sport e nella musica.
Figura di spicco della componente aristocratica e alto-borghese del fascismo fiorentino, nel 1926 fu incaricato di assumere la guida della segreteria provinciale del Partito Nazionale Fascista per favorire la conciliazione tra la parte moderata e la parte più estremista del fascismo fiorentino.
Parallelamente all'impegno politico, a partire dagli anni venti si occupò pionieristicamente di sport, a livello toscano, nazionale ed internazionale. Fondò l'Associazione Calcio Fiorentina (con la quale vinse una Coppa Italia e due Campionati di Serie B), la Società Atletica Giglio Rosso (che vinse ben sei scudetti negli anni venti) e contribuì alla fondazione dell'Automobile Club d'Italia di Firenze. Fu anche presidente della Federazione Italiana di Atletica Leggera dal 1926 al 1942 e dal 1956 al 1958, e della Federazione Italiana Giuoco Calcio dal 1942 al 25 luglio 1943. Fu consigliere nel direttivo della IAAF (Associazione Internazionale delle Federazioni Atletiche) e della EAA (Associazione Atletica Europea) per quasi venti anni, revisore e membro della giunta del CONI per più di venti anni, fondò e presiedette il settore tecnico della Federcalcio insieme a Vittorio Pozzo a partire dalla fine degli anni trenta. Fu anche a capo della delegazione olimpica italiana alle Olimpiadi di Berlino del 1936. Insieme a Leandro Arpinati,  organizzò manifestazioni calcistiche, come la Coppa Ridolfi nel 1932 e la Coppa Arpinati.
Venne eletto deputato alla Camera nel (1929 e nel 1934, nel 1939) divenne Consigliere nazionale del Regno d'Italia. A Firenze ristrutturò inoltre il teatro comunale poi sede del Maggio Musicale Fiorentino, che contribuì a fondare con Vittorio Gui, l'impianto di atletica sul viale Michelangelo, appartenente alla società ASSI Giglio Rosso, e  contribuì alla costruzione dello Stadio comunale di Firenze, diventato Stadio Artemio Franchi, nonché il Centro Tecnico Federale di Coverciano, sostituendosi alle pubbliche casse ove esse non offrivano la necessaria copertura. 
Alla fine degli anni trenta divenne poi presidente dell'Agip di Firenze entrando così nel ramo petrolifero. Nel luglio 1938 costituì la S.A.C.O.M. ("Società Anonima Carburanti Olii Minerali" e, nel novembre del 1941, la S.I.A.C. ("Società Industrie Autarchiche e Carburanti").
Dopo il secondo conflitto mondiale, in cui dal 1943 aveva ricoperto l'incarico di capitano di fanteria a Monopoli, contribuì alla costruzione del Centro Tecnico Federale di Coverciano, e nel 1957 riassunse l'incarico di presidente della Federazione Italiana di Atletica Leggera, fino alla morte sopraggiunta nel 1958.
A Campo di Marte, nel 2001, è stato inaugurato lo Stadio Luigi Ridolfi, dedicato alla sua memoria e progettato per le discipline di atletica leggera.

## Galleria d'immagini

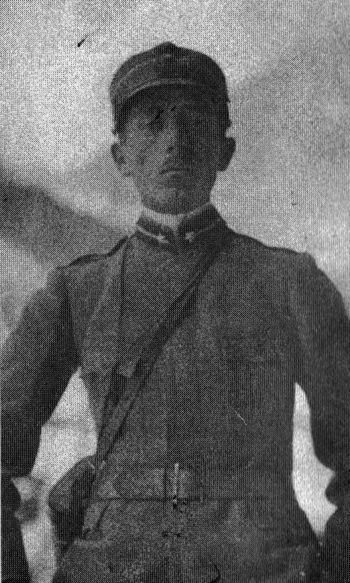
Al fronte nel 1917
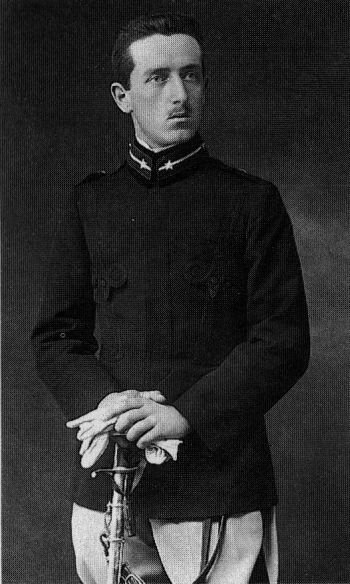
Ufficiale dell'esercito nel 1916
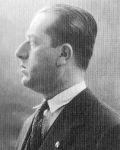
Ridolfi nel 1931
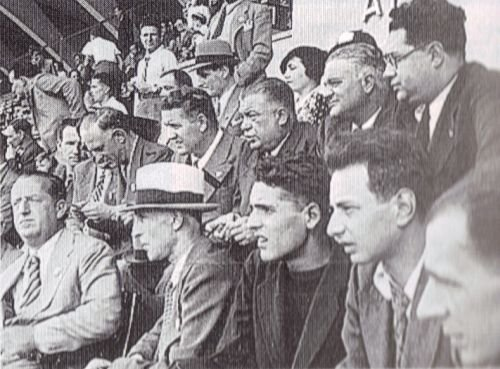
Ridolfi, in basso a destra, al Berta nel 1932
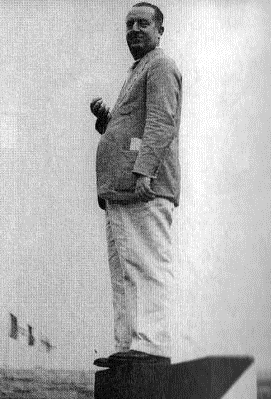
Ridolfi allo stadio di Torino durante un meeting di atletica nel 1936
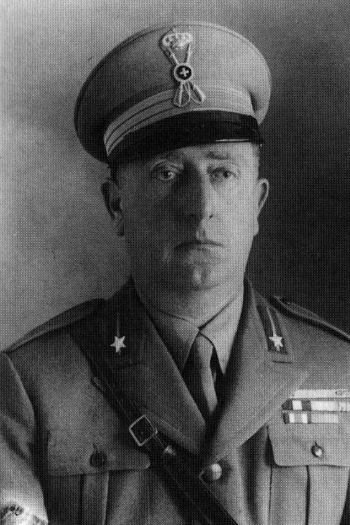
Ridolfi capitano di fanteria nel 1943
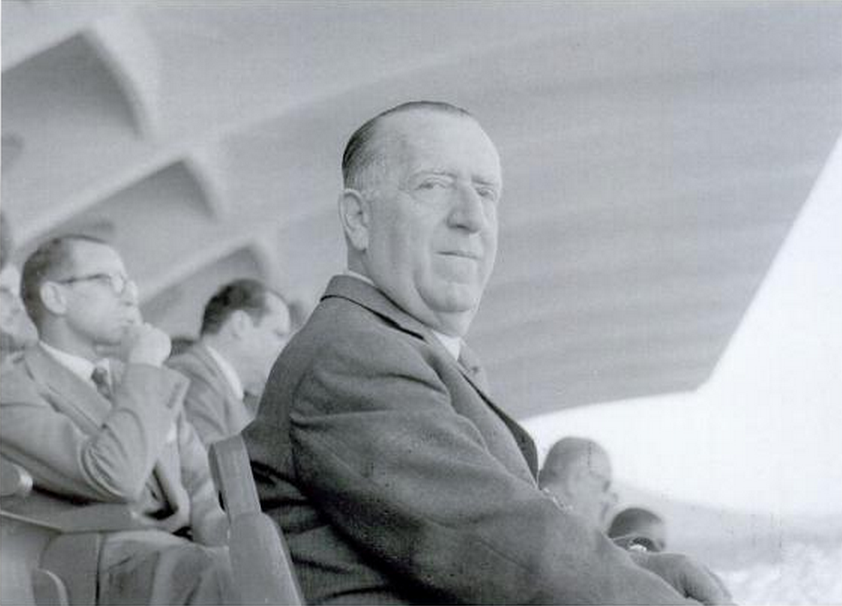
Luigi Ridolfi nel 1955 allo stadio di Firenze